# بروس هیک
بروس هیک (انگلیسی: Bruce Hick; ۲۰ اوت ۱۹۶۳ – ) قایقران روئینگ اهل استرالیا بود. وی بین سال‌های ۱۹۸۵ تا ۲۰۰۰ میلادی فعالیت می‌کرد.
وی در مسابقات کشوری و بین‌المللی در مجموع برندهٔ ۴ مدال طلا، ۲ مدال نقره، ۳ مدال برنز شده‌است.